# LSWR E14 class
LSWR E14 Class — тип пассажирского паровоза с осевой формулой 2-3-0, спроектированный в 1907 году для экспресс-поездов Лондонской и Юго-Западной железной дороги Дугалдом Драммондом.

## История
Неблагоприятные результаты испытаний первого паровоза Драммонда с осевой формулой 2-3-0, а именно большой расход угля и воды и трудоёмкость обслуживания, вынудили конструктора снова встать к чертёжной доске, потому что, хотя непосредственные нужды дороги в это время обеспечивали паровозы 2-2-0 (F13 class 2-3-0 от вождения поездов к трансатлантическим пароходам были из-за своих недостатков отстранены), задача ужесточить расписание поездов к портам южного побережья не была снята. Было очевидно, что необходим снова паровоз 2-3-0 с имманентно присущим ему соотношением мощности к весу, который только мог бы обеспечить высокие скорости безостановочных поездов, составленных из более вместительных, и, соответственно, длинных и тяжёлых вагонов. Драммонд также оставил многоцилиндровую машину, в результате чего появился E14 class.
На паровозе использован котёл насыщенного пара с рабочим давлением 175 фунтов на кв. дюйм (1,21 МПа), парораспределительный механизм Вальсхарта для внутренних и внешних цилиндров (таким образом уменьшилась сложность механизма, трудоёмкость и ассортимент запасных частей). Драммонд утвердил серию из пяти паровозов, но построен был только один № 335.

### Переделка Ури
Сам Драммонд определил этот паровоз для переделки всего лишь через пять лет после постройки, потому что тип оказался также дорог в эксплуатации, как предыдущий. Прежде чем это было осуществлено, Драммонд умер в 1912 году, а его преемник Ури в 1914 году решил просто переделать паровоз восьмым экземпляром H15 class.

### Служба
Паровоз E14 был разработан для вождения экспрессов Солсбери—Эксетер, но оказался для этого непригоден и проработал только год, после чего был переведён на менее напряжённый участок Солсбери—Саутгемптон, по которому возил уголь. За прожорливость получил прозвище «индейка».

## Окраска и нумерация
Паровоз E14 вышел в пассажирской шалфеево-зелёной ливрее LSWR с фиолетовыми и коричневыми краями филёнок и чёрными и белыми полосами. На бортах тендера были золотистые буквы LSWR.